# 笠木伸英
笠木 伸英（かさぎ のぶひで、1947年5月8日 - 2015年7月29日）は、日本の熱工学者。東京大学名誉教授。 元日本学術会議会員（2005年から。2011年から同連携会員）。元独立行政法人科学技術振興機構上席フェロー。

## 人物・経歴
1947年、北海道生まれ。1966年、東京都立新宿高等学校を卒業後、東京大学理科一類入学、1971年、同大学工学部舶用機械工学科卒業。1976年、同大学院工学系研究科修了。学位論文は「体積力を伴う乱流境界層の輸送機構に関する研究」（指導教授は、平田賢）。大学院修了後、ただちに同大学講師に任用され、1977年東京大学工学部助教授、1990年同教授を歴任、2012年に定年により退官するとともに、同大学名誉教授に称号授与される。
この間、熱工学など多くの分野で精力的に研究を推し進め、熱流体分野では、乱流の熱・物質輸送機構の解明、工学的モデリングなどに成果を挙げ、これにより制御システムの開発を理論と実験の両面から可能ならしめた。また、エネルギー工学においてもマイクロガスタービンを中心とする分散エネルギーシステムのためのエネルギー解析、固体酸化物形燃料電池の電極反応の詳細解析などに成果を挙げた。

### 年表
1971年　東京大学工学部舶用機械工学科卒業
1976年　東京大学工学部講師
1977年　東京大学助教授
1990年　東京大学教授
1997年　日本流体力学会会長
2006年　日本機械学会会長
2010年　日本伝熱学会会長
2010年　Assembly for International Heat Transfer Conferences 副会長（2010.8-2014.8）
2011年　International Centre for Heat and Mass Transfer 副会長（2011-2014）
2012年　東京大学名誉教授

## 表彰
- 1987年、1990年、2008年、2010年　日本機械学会論文賞
- 1993年　日本機械学会熱工学部門賞
- 1994年　米国機械学会フェロー
- 2003年　スウェーデン王立科学アカデミー会員
- 2004年　日本機械学会流体工学部門賞
- 2007年　英国王立工学アカデミーフェロー
- 2008年　日本機械学会熱工学部門国際功績賞
- 2010年　International Centre for Heat and Mass Transfer William Begell Medal
- 2012年　International Centre for Heat and Mass Transfer Fellowship Award
- 2012年　International Centre for Heat and Mass Transfer Luikov Medal
- 2013年　Aurel Stodola Medal
- 2015年　正四位